# Osiedle Odbudowane (Żary)

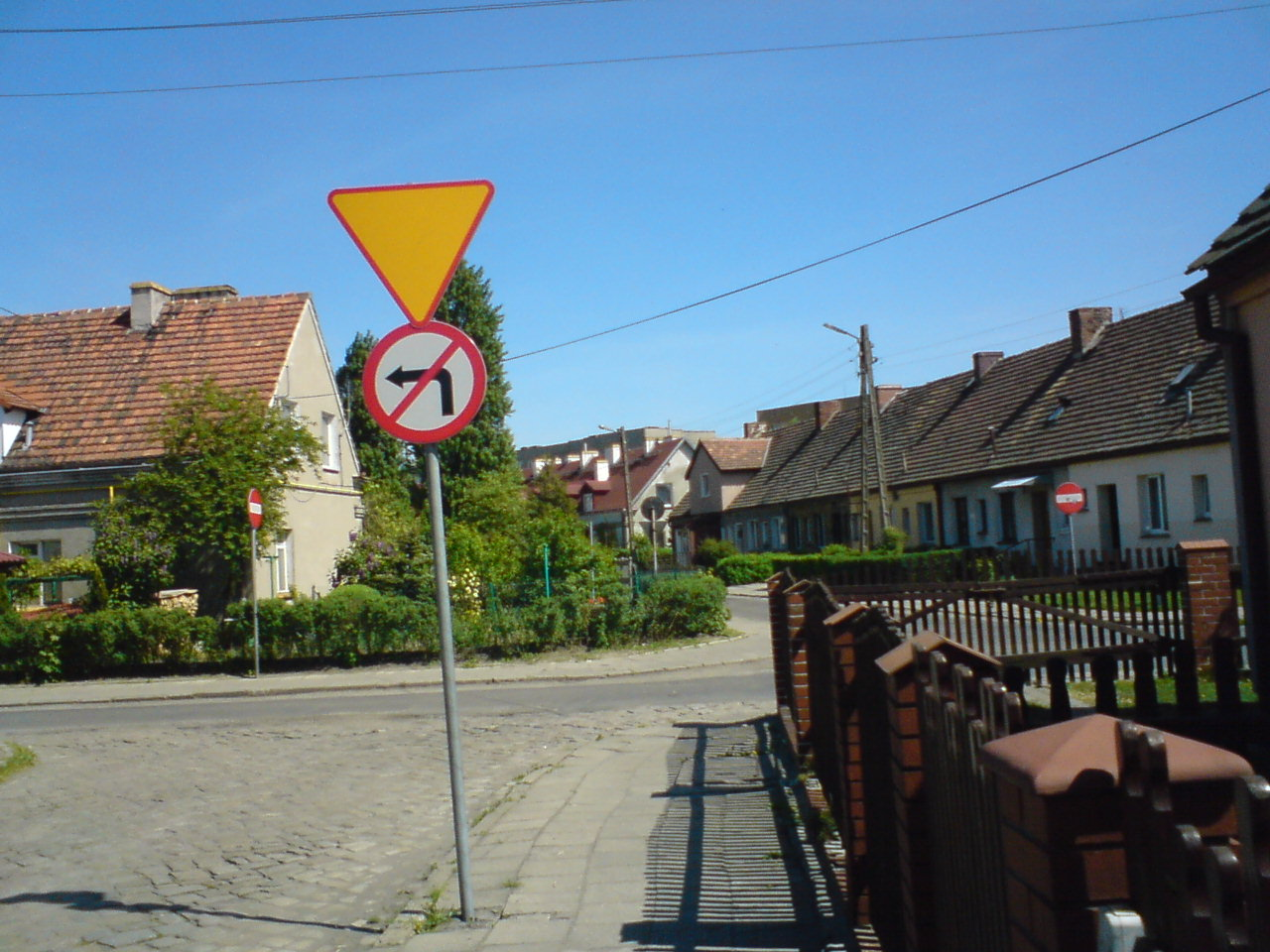
Osiedle Odbudowane

Osiedle Odbudowane – niewielkie osiedle mieszkaniowe miasta Żary zlokalizowane w zachodniej części miasta (dzielnicy Śródmieście) przy ulicy Stanisława Moniuszki, jednej z głównych arterii komunikacyjnych miasta.
Osiedle bezpośrednio graniczy z Osiedlem Moniuszki, największym osiedlem mieszkaniowym Żar. 
Osiedle Odbudowane powstało w latach 1960–1965 XX wieku, a w zasadzie zostało odbudowane (o czym informuje nazwa) z ruin pozostałych w tym miejscu poniemieckich domów szeregowych. Zabudowa osiedla to kilkadziesiąt parterowych domków jednorodzinnych z poddaszem w zabudowie szeregowej, których w większości administratorem jest Spółdzielnia Mieszkaniowa przy ul. Wieniawskiego 1. Pozostała część domów jest własnością prywatną. Osiedle zajmuje obszar około 4 hektarów i mieszka na nim około 200 mieszkańców.

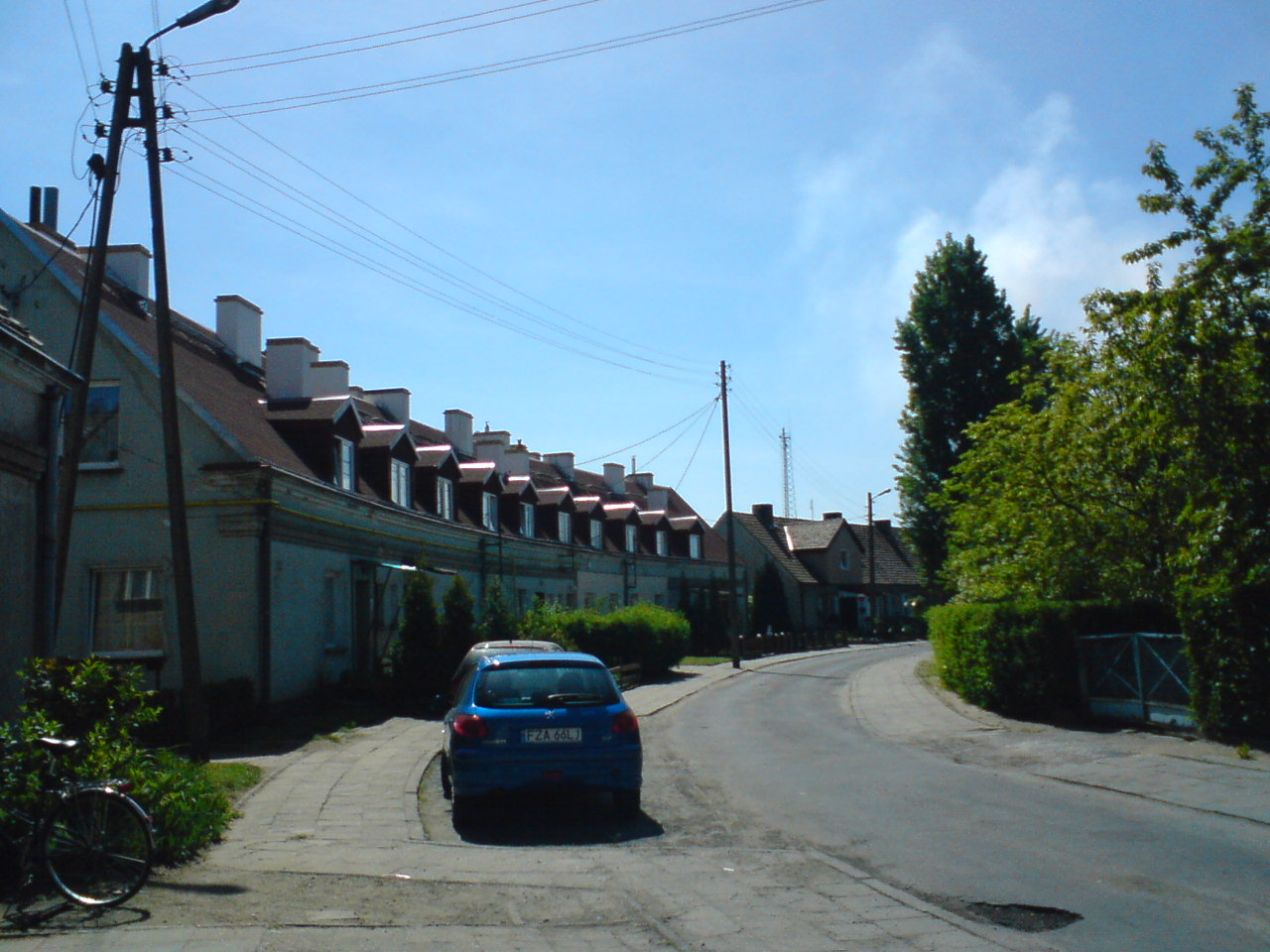
Osiedle Odbudowane - ul. 17-Lutego

Ulice Osiedla Odbudowanego to:
- Kazimierza Wielkiego,
- 17 Lutego,
- Karola Kurpińskiego